# 撒瑪利亞會
撒瑪利亞會（英語：Samaritans）是一間註冊志願機構，以英國和愛爾蘭共和國為基地，為情緒受困擾和企圖自殺的人提供支援。「撒瑪利亞會」的名稱源自聖經好撒瑪利亞人的故事，但它本身並沒有宗教立場。

## 歷史
50年代，英國聖公會倫敦沃爾布魯克聖司提反堂主任牧師陳華樂在牧民的過程中發現，社會上缺乏支援企圖自殺者的服務。而當時的倫敦，每天平均便有三個人自殺。有見及此，陳於1953年創辦撒瑪利亞會。其後會務發展迅速，在10年間設立了 40 個支部，至今已擁有超過 200 個，遍佈英國和愛爾蘭地區。現時撒瑪利亞會的支援服務，全數依賴經過訓練的義工負責，約18,000人。
撒瑪利亞會「Samaritans」這個名字並非陳華樂選用，而是引用英國《每日鏡報》（Daily Mirror）一篇有關陳工作的文章標題。部份會內人士認為，這個名稱會讓人誤解他們根據基督教教義工作，然而，撒瑪利亞會並無任何宗教立場。但撒瑪利亞會這個名字，在英國已廣為人知，所以重新改名的機會不大。
2004年 ，撒瑪利亞會表示現時該會的義工數目，是近30年來最少的，故此展開計劃招募更多年輕義工（尤其是18-24歲的青年）。推動計劃的菲利普·塞爾韋，是英國樂團電臺司令的鼓手和撒瑪利亞會的義工。

## 工作範圍
撒瑪利亞會主要提供全年無休的支援電話熱線，並提供外展服務，例如節目探訪和舉辦其他戶外活動；亦會培訓在囚士人，讓他們在監獄中擔當「聆聲者」的角色，為其他囚犯提供支援。此外，撒瑪利亞會亦會從事，有關自殺和精神健康的研究。
撒瑪利亞會強調，他們提供的服務不是「輔導」，他們亦不會向求助人提供意見。撒瑪利亞會只會擔當聆聽者的角色，讓求助人傾訴自己的問題。撒瑪利亞會希望，在一個沒有咀齒的情況下，分擔求助者的不安情緒，長遠減少自殺人數。撒瑪利亞會相信，可靠和沒有偏見的聆聽者，可以緩和絕望和自殺的念頭。撒瑪利亞會亦著意推廣情緒健康的概念。
1994年開始，撒瑪利亞會開始提供保密的電郵支援服務。由屬下的一間支部開始，這個服務已擴展到大部份支部，並由撒瑪利亞會總部辦公室統籌。每年撒瑪利亞會都收到數以萬計的電郵求助，而他們的目標是在24小時內回覆每一封電郵。
2006年4月，撒瑪利亞會在英國和愛爾蘭地區，提供SMS短訊服務，提供情緒支援。該服務24小時運作，全年無休。撒瑪利亞會收到短訊，會儘可能於10分鐘內回覆，並且絕對保密。
其實於2002年8月，撒瑪利亞會的報告顯示，94% 18-24歲的青年有發SMS的習慣。根據2004年英國的手提電話通訊紀錄，每年8月19日英國高級程度會考（A-Level）公佈成績當日，都有 810 萬個短訊發出。而這一天，正是撒瑪利亞會接收求助電話的高峰期。為了提供無休的SMS情緒支援服務，撒瑪利亞會已經在各支部、學校等，進行了兩年可性評估。

### 保密
雖然撒瑪利亞會以保密原則運作，但自1994年起，撒瑪利亞會將保留求助者的資料，包括對話內容的大要、過往來電的記錄和他們有否以其他身份來電。這是由於撒瑪利亞會經常接到騷擾電話，而這些並非需要支援的來電，會影響接聽真正求助者的機會。

## 國際服務
透過電郵，撒瑪利亞會將支援服務擴展至全世界。而該曾經是國際慈善機構Befrienders International的成員，而撒瑪利亞會在2002年接管了該機構，並改名為Befrienders Worldwide，在全球38個國家設立了超過400個服務中心。在香港，撒瑪利亞會亦有多語言的電話熱線，為使用英語、廣東話、普通話、烏都語、印度語、西班牙語及韓語的人士提供情緒支援。

## 外部連結
- 香港撒瑪利亞會網頁 （页面存档备份，存于）
- 撒瑪利亞會 （页面存档备份，存于）（英文）
- 關於 撒瑪利亞會 （页面存档备份，存于）（英文）
- 撒瑪利亞會 電郵（英文）
- Befrienders Worldwide（英文）
- Befrienders Worldwide 中文網站